# Vinica (ort i Kroatien, Varaždin)
Vinica är en ort i Kroatien.   Den ligger i länet Varaždin, i den norra delen av landet, 60 km norr om huvudstaden Zagreb. Vinica ligger 230 meter över havet och antalet invånare är 1 275.
Terrängen runt Vinica är huvudsakligen platt, men åt sydväst är den kuperad. Terrängen runt Vinica sluttar österut. Runt Vinica är det ganska glesbefolkat, med 26 invånare per kvadratkilometer. Närmaste större samhälle är Varaždin, 14,9 km öster om Vinica. Omgivningarna runt Vinica är en mosaik av jordbruksmark och naturlig växtlighet.